# All Our Yesterdays
Albums de Blackmore's Night
Dancer and the Moon
(2013) Nature's Light
(2021)
All Our Yesterdays est le dixième album studio du groupe Blackmore's Night, sorti le 18 septembre 2015.

## Analyse des titres
All Our Yesterdays est une composition originale d'inspiration slave.
Allan Yn N Fan est pièce instrumentale celtic rock,, reprise du groupe folk rock allemand Geyers.
Darker Shade of Black, dont le titre est un clin d'œil à A Whiter Shade of Pale de Procol Harum, est un autre instrumental qui fait penser à la musique du film Il était une fois la révolution composée par Ennio Morricone : introduction à l'orgue Hammond, mélodie au violon, voix féminine « Ouh », clavecin dans le pont, avant de se terminer par un solo de guitare électrique de Ritchie Blackmore sur fond d'orgue d'église.
Long Long Time est une reprise d'une chanson de Linda Ronstadt. Candice Night y chante avec un accompagnement de guitare acoustique, flûte, et percussions
Moonlight Shadow est une reprise pop rock de la célèbre chanson de Mike Oldfield, avec un clin d'oeil à Tubular Bells, également célèbre album de ce dernier, puisque cette version est accompagnée par des cloches.
I Got You Babe est une ballade, reprise de la chanson du duo Sonny and Cher dans laquelle on entend également des cloches. Blackmore y joue un solo de guitare acoustique.
The Other Side est une chanson folk rock marquée par la présence continue du violon.
Queen's Lament est une pièce instrumentale, d'inspiration renaissance, jouée par Ritchie Blackmore à la guitare acoustique avec comme seul accompagnement des nappes de voix au synthétiseur.
Where Are We Going from Here, qui figurait déjà sur l'album Ghost of a Rose, est ici délivrée dans une version plus rock avec accompagnements de rythmes électroniques et un solo final de guitare électrique.
Will O' the Wisp est une chanson folklorique dont le titre est une allusion aux feux follets. Elle débute par une introduction au violon sur fond de vielle à roue. Le pont est constitué d'un solo de guitare acoustique.
Earth, Wind and Sky est une ballade chantée par Candice accompagnée par une guitare acoustique, un violon, des chœurs « Ouh » et « Ah » et des percussions.
Coming Home est une chanson folk dans le style irlandais avec des claquements de mains accompagnant la mélodie récurrente au violon.

## Liste des titres
| No  | Titre                                       | Auteur                          | Durée |
| --- | ------------------------------------------- | ------------------------------- | ----- |
| 1.  | All Our Yesterdays                          | Ritchie Blackmore/Candice Night | 4:00  |
| 2.  | Allan Yn N Fan (Instrumental)               | Georg Hesse                     | 3:26  |
| 3.  | Darker Shade of Black (Instrumental)        | Blackmore                       | 6:03  |
| 4.  | Long Long Time                              | Gary White                      | 4:12  |
| 5.  | Moonlight Shadow (Reprise de Mike Oldfield) | Mike Oldfield                   | 4:12  |
| 6.  | I Got You Babe (Reprise de Sonny & Cher)    | Sonny Bono                      | 4:00  |
| 7.  | The Other Side                              | Blackmore/Night                 | 3:19  |
| 8.  | Queen's Lament (Instrumental)               | Blackmore                       | 2:07  |
| 9.  | Where Are We Going from Here                | Blackmore/Night                 | 5:40  |
| 10. | Will O' the Wisp                            | Blackmore/Night                 | 4:31  |
| 11. | Earth Wind and Sky                          | Night                           | 3:41  |
| 12. | Coming Home                                 | Blackmore/Night                 | 3:34  |

## Musiciens
- Ritchie Blackmore : guitares acoustiques et électriques, vielle à roue, nyckelharpa, mandole
- Candice Night : chant solo et harmonique, bois médiévaux et de la Renaissance, tambourin
- Earl Grey of Chimay (Mike Clemente[7]) : guitare basse et rythmique
- Scarlet Fiddler (Claire Smith[8]) : violon
- Bard David de Larchmont (David Baranowski[9]) : claviers, choeurs
- Troubador d'Aberdeen (David Keith[10]) : percussions
- Lady Lynn (Christina Lynn Skleros[11]) : chant d'harmonie

On note, comme sur le précédent album studio, la présence du percussionniste David Keith, et la première apparition de la chanteuse Christina Lynn Skleros, qui à la fin de l'année deviendront respectivement batteur et choriste du groupe Rainbow, reformé par Ritchie Blackmore.

## Production
- Producteur exécutif / direction - Ritchie Blackmore
- Assistant producteur / ingénieur du son / arrangements orchestraux - Pat Regan

## Classements
| Chart (2015)                       | Position |
| ---------------------------------- | -------- |
| Pays Bas (Album Top 100)           | 48       |
| Finlande (Suomen virallinen lista) | 39       |
| Allemagne (Offizielle Top 100)     | 19       |
| Suisse (Schweizer Hitparade)       | 64       |
| Autriche (Ö3 Austria)              | 48       |